# Метјуз (Луизијана)
Метјуз (енгл. Mathews) насељено је место без административног статуса у америчкој савезној држави Луизијана.

## Демографија
По попису из 2010. године број становника је 2.209, што је 206 (10,3%) становника више него 2000. године.
| Група             | 2000.         | 2010.         |
| Белци             | 1.926 (96,2%) | 2.096 (94,9%) |
| Афроамериканци    | 30 (1,5%)     | 33 (1,5%)     |
| Азијати           | 6 (0,3%)      | 6 (0,3%)      |
| Хиспаноамериканци | 11 (0,5%)     | 40 (1,8%)     |
| Укупно            | 2.003         | 2.209         |